# 11 agosto
L'11 agosto è il 223º giorno del calendario gregoriano (il 224º negli anni bisestili). Mancano 142 giorni alla fine dell'anno.

## Eventi
- 3114 a.C. – Inizio dell'era attuale secondo il Calendario lungo dei Maya
- 480 a.C. – La flotta persiana e quella greca combattono la non decisiva battaglia di Capo Artemisio
- 106 – Il territorio sud-ovest della Dacia (l'attuale Romania) diventa una provincia romana.
- 1259 – Il Gran Khan Munke o Möngke Khan muore, durante l'assedio dell'odierna Chongqing (Cina), colpito da un proiettile sparato dall'artiglieria cinese
- 1492 – Il conclave elegge come successore di papa Innocenzo VIII il cardinale iberico Rodrigo Borgia, che diventa papa Alessandro VI
- 1786 – Il capitano Francis Light prende possesso dell'isola di Penang, dove in seguito sarà fondata la colonia britannica di Penang in Malaysia
- 1804 – Francesco II, imperatore del Sacro Romano Impero, in risposta a Napoleone, assume il nuovo titolo di imperatore d'Austria come Francesco I
- 1806 – A Ratisbona Francesco II rinuncia al titolo di Imperatore del Sacro Romano Impero, su pressione napoleonica dopo il trattato di Presburgo (1805)
- 1858 – Prima scalata dell'Eiger
- 1861 – Strage di Casalduni compiuta da popolani e briganti in cui furono uccisi 41 soldati del Regio Esercito
- 1904 – Le truppe coloniali tedesche guidate dal tenente generale Lothar von Trotha sconfiggono l'esercito degli Herero nella battaglia di Waterberg
- 1919 – Viene adottata la Costituzione della Repubblica di Weimar
- 1934 – Il carcere militare di Alcatraz diventa prigione federale di massima sicurezza
- 1942 – Seconda guerra mondiale: inizia la battaglia di mezzo agosto
- 1944 – A seguito di un'insurrezione partigiana proclamata dal Comitato Toscano di Liberazione Nazionale, anche Firenze e dintorni vengono liberati dall'occupazione tedesca
- 1951 – René Pleven diventa primo ministro di Francia
- 1952 – Hussein viene proclamato re di Giordania
- 1960 – Il Ciad dichiara l'indipendenza
- 1965 – Scontri razziali a Watts, nell'area di Los Angeles
- 1966 – I Beatles sbarcano negli USA per la loro decima e ultima tournée; la sera stessa John Lennon tiene una conferenza stampa allo Astor Tower Hotel di Chicago per spiegare ai mass media la sua dichiarazione «The Beatles are more popular than Jesus now» ("Al momento i Beatles sono più alla moda di Gesù"), in cui conclude che non c'era alcun paragone intenzionale fra loro e Gesù bensì fra la percezione popolare che il pubblico ha dei Beatles e della fede, in declino nel Regno Unito fra la popolazione giovanile[1]
- 1999 – Eclissi totale di Sole visibile da Europa e Asia
- 2003
  - La NATO prende il comando della forza di peacekeeping in Afghanistan, che diviene la prima grande operazione al di fuori dell'Europa nei suoi 54 anni di storia
  - Il leader di Jemaah Islamiyah, Riduan Isamuddin, meglio noto come Hambali, viene arrestato a Bangkok, Thailandia
  - Vengono rilevati i primi computer infetti dal worm Blaster
- 2021 – A Floridia (SR) viene rilevata la temperatura di 48,8 °C, la più alta mai registrata in Europa fino a quel momento.
- 2024 – Allo Stade de France a Parigi avviene la cerimonia di chiusura dei Giochi della XXXIII Olimpiade.

## Nati
Ci sono circa 1 090 voci su persone nate l'11 agosto; vedi la pagina Nati l'11 agosto per un elenco descrittivo o la categoria Nati l'11 agosto per un indice alfabetico.

## Morti
Ci sono circa 450 voci su persone morte l'11 agosto; vedi la pagina Morti l'11 agosto per un elenco descrittivo o la categoria Morti l'11 agosto per un indice alfabetico.

## Feste e ricorrenze

### Religiose
Cristianesimo:
- Santa Chiara d'Assisi, vergine
- Sant'Alessandro di Comana (il carbonaio), vescovo
- Santa Attracta, badessa
- San Cassiano di Benevento, vescovo
- Santa Degna di Todi
- Sant'Eliano di Filadelfia, martire
- Sant'Equizio abate
- Santa Filomena di Roma, martire
- San Gaugerico di Cambrai, vescovo
- San Rufino di Assisi, vescovo e martire
- Santa Rusticola di Arles, badessa
- Santa Susanna di Roma, martire
- San Taurino di Evreux, vescovo
- Santi Teobaldo d'Inghilterra e compagno, martiri mercedari
- San Tiburzio martire
- Beato Giovanni Giorgio Rehm, domenicano
- Beati Giovanni Sandys, Stefano Rowsham e Guglielmo Lampley, martiri
- Beato Maurice Tornay, sacerdote e martire
- Beato Miguel Domingo Cendra, salesiano, martire
- Beati Raffaele Alonso Gutierrez e Carlo Diaz Gandia, padri di famiglia, martiri
- Beato Robaldo Rambaudi, domenicano